# Montjoie-en-Couserans
 Montjoie-en-Couserans  là một xã ở tỉnh Ariège, thuộc vùng Occitanie ở phía tây nam nước Pháp.